# جيوفري سامبسون
جيوفري سامبسون (بالإنجليزية: Geoffrey Sampson)‏ هو لغوي بريطاني، ولد في 1944 في Broxbourne ‏ في المملكة المتحدة.

## وصلات خارجية
- جيوفري سامبسون على موقع الموسوعة البريطانية (الإنجليزية)